# IC 1863
IC 1863 ist eine kompakte Galaxie vom Hubble-Typ C im Sternbild Walfisch südlich des Himmelsäquators. Sie ist schätzungsweise 343 Millionen Lichtjahre von der Milchstraße entfernt und hat einen Durchmesser von etwa 40.000 Lichtjahren.

Im selben Himmelsareal befinden sich u. a. die Galaxien IC 1865, IC 1867, IC 1868.
Das Objekt wurde am 21. Dezember 1903 von Stéphane Javelle entdeckt.